# 维尔约·彼得松-达尔
维尔约·彼得松-达尔（瑞典語：Viljo Petersson-Dahl，1982年11月10日—），瑞典男子轮椅冰壶运动员。他曾代表瑞典参加2018年和2022年冬季残疾人奥林匹克运动会轮椅冰壶比赛，其中2022年冬季残奥会获得一枚银牌。